# Bertiera spicata
Bertiera spicata är en måreväxtart som först beskrevs av Carl Friedrich von Gärtner, och fick sitt nu gällande namn av Karl Moritz Schumann. Bertiera spicata ingår i släktet Bertiera och familjen måreväxter. Inga underarter finns listade i Catalogue of Life.